# جزيرة شعاب مساقي (ميدي)

تعديل مصدري - تعديل

جزيرة شعاب مساقي هي إحدى جزر مديرية ميدي التابعة لمحافظة حجة.